# Crkva Isusa Krista svetaca posljednjih dana
Crkva Isusa Krista svetaca posljednjih dana (poznata kolokvijalno kao Mormonska crkva i njezini članovi kao Mormoni) je najveća denominacija u pokretu Svetaca posljednjih dana koji je 6. travnja 1830. g. osnovao Joseph Smith. Nadimak "Mormoni" su dobili po Mormonovoj knjizi u koju vjeruju. Službeni naziv Crkve čije je sjedište u Salt Lake Cityju, u američkoj saveznoj državi Utah, je "Crkva Isusa Krista svetaca posljednjih dana".

## Naziv "Mormon"
Naziv „mormon“ se najčešće odnosi na članove Crkve Isusa Krista svetaca posljednjih dana. On dolazi od Mormonove knjige. Sljedbenici pokreta Svetaca posljednjih dana vjeruju da je knjiga povijesni zapis Božjeg djelovanja među trima civilizacijama na Američkom kontinentu od 600. pr. Kr.  do 420. godine i da su ju napisali proroci i sljebenici Isusa Krista. Knjiga sadržava učenja Isusa Krista narodu u Amerikama i izvještaj o njegovu službeništvu među Nefijskim narodom nakon svog uskrsnuća.  Mormoni vjeruju da je Mormonova knjiga još jedno svetopisamsko svjedočanstvo o Isusu Kristu koja je usporediva s Biblijom za koju također vjeruju da je "Riječ Božja u onoj mjeri u kojoj je ispravno prevedena." Knjiga je dobila ime po Mormonu, proroku koji je sažeo zapis u 4. stoljeću.

### Zamjenjivanje s drugim vjerskim zajednicama
Usprkos pogrešnim predodžbama o grupama sa sličnim nadimcima i stereotipima, Mormoni nisu ni na koji način povezani s kvekerima (članovi Religious Society of Friends-a), menonitima, amišima ili Jehovinim svjedocima. Mormonizam je nastao zasebno od ovih grupa te je izrazito različit po kulturi, običajima, teologiji i bogoštovlju.

## Glavna vjerovanja
- Isus Krist je Spasitelj i Otkupitelj svijeta.
- Bog je obnovio svoju pravu crkvu i svećeničku ovlast kroz proroka Josepha Smitha.
- Danas, Crkva Isusa Krista svetaca posljednjih dana ima živućeg Proroka, koji zajedno s još dvojicom savjetnika predsjedava crkvom. Pored njih tu su još i dvanaest apostola tvore zbor dvanaestorice apostola.
- Mormonova Knjiga po svojem autoritetu je, uz Bibliju, još jedno svjedočanstvo o Isusu Kristu.
- Biblija je riječ Božja.
- Cijelo će čovječanstvo uskrsnuti.
- Čovjeka će se suditi po njegovim djelima i željama.
- Otkupljenje od osobnog grijeha može se postići jedino pokornošću vjeri u Isusa Krista, pokajanju, krštenju i primanju dara Duha Svetoga.
- Crkva Isusa Krista svetaca posljednjih dana je Božje kraljevstvo na zemlji. Krštenje je neophodno za povratak u Božju prisutnost. Zato se obavlja krštenje za umrle kao što je spomenuo Pavao u Bibliji.
- Bračna se veza nastavlja i u sljedećem životu. Mormoni se vjenčavaju u Hramu za sada i cijelu vječnost. (Mnogoženstvo je ukinuto 1890. godine).
- Prije Isusova povratka na zemlju, gdje će vladati 1000 godina, svi će se pravedni ljudi okupiti, a Židovi vratiti u Jeruzalem.
- Na kraju 1000 godina doći će do drugog uskrsnuća i svima će se suditi. Oni poslušni najviše nagrade, najvećeg stupnja slave, živjet će u nebeskom kraljevstvu s Bogom i Isusom Kristom, a neposlušni će isto primiti manji dio slave. Trećina Božje djece koja se pobunila prije stvaranja svijeta i manji broj ljudskih bića krivih za najgore grijehe, provest će vječnost u paklu.

Mormonova knjiga iznosi mnogo toga o povijesti Amerike. Po toj knjizi, Izraelac Lehi i njegova obitelj, zajedno s prijateljima, pobjegli su iz Jeruzalema 586. godine pr. Krista, sagradili lađu i krenuli ploveći na istok. Pomoću kompasa iskrcali su se u Americi i od Lehijeve obitelji nastale su dvije nacije koje su postali praocima američkih Indijanaca. Kroz 1000 godina zabilježili su svoju povijest na pločama na drevnom jeziku. Prije nego što su nestali godine 421., posljednji preživjeli Mormon je zakopao ploče u brdu.
Nakon svog uskrsnuća, Isus je posjetio Ameriku i uspostavio svoju crkvu. Isus će se vratiti na zemlju i ustanoviti svoje kraljevstvo na američkom kontinentu.
Pravi mormoni žive vrlo strogo, prema visokim moralnim pravilima.
- Žive zakon desetine, tj. Crkvi daju desetinu od svojih prihoda.
- Poste jednom mjesečno. Meso jedu umjereno.
- Ne puše niti piju alkoholna pića, kavu ni čaj, čak ni ako je umjetni sastav za podraživanje u njima minimalan.
- Obitelji održavaju tjednu 'obiteljsku kućnu večer', kad pjevaju, mole se, igraju razne igre i razgovaraju o odnosima u obitelji.
- Podupiru 'programe za mlade i rekreaciju'.
- Osuđuju pobačaj, ali ga članica mormonske zajednice može izvesti bez straha od reakcije i posljedica, ako je riječ o incestu ili je počinjeno silovanje.
- Ne podržavaju homoseksualnost ili homoseksualne brakove.
- Propovijedaju suzdržavanje od masturbacije, gledanja pornografije ili mijenjanja partnera u spolnom činu.
- Propagiraju zabranu predbračnog seksa, te kasnije u braku vjernost.

Misijska je aktivnost neobično važna za mormone. Mnogi mladi mormoni provode dvije godine kao neplaćeni misionari, provodeći mnoge sate obilazeći obitelji u gradu u koji su došli.
Najpoznatiji članovi su među ostalima i poznati košarkaš i kasnije hrvatski diplomat Krešimir Ćosić, Gladys Knight, Steve Young, sedam članova popularne pjevačke grupe The Osmonds, a u novije vrijeme i pjevač grupe The Killers Brandon Flowers, Mitt Romney.

## Članstvo
Njihov statistički ured procjenjuje da ih je 2015. g. bilo više od 15 milijuna.

## Vanjske poveznice
- CrkvaIsusaKrista.hr - Službena stranica Crkve Isusa Krista svetaca posljednjih dana  (hrvatski)
- https://www.dodjitekristu.org/ - Informacije o osnovnim vjerovanjima
- LDS.org Službena stranica Crkve Isusa Krista svetaca posljednjih dana  (engleski)
- "The Mormons" - Posebna televijska emisija na internetu o Mormonima (engleski)

Tekst

- (1830) The Book of Mormon. Prevedena na hrvatski 1979. g.